# Gobio lozanoi
Gobio lozanoi és una espècie de peix cipriniforme de la família dels ciprínids
que es troba a la península Ibèrica (Ebre i Bidasoa) i a França (riu Adur).
Els mascles poden assolir els 11,9 cm de longitud total.